# Mouvement Sève
Le Mouvement Sève est une association française œcuménique de laïcs à dominante féminine. Elle œuvre à la réconciliation et à l'unité des chrétiens. Sa devise est « Être, Aimer, Servir, Unir ».

## Histoire
Lors des élections législatives françaises de 1936, le Front populaire remporte le scrutin. Le 24 mai le rassemblement en souvenir de la Semaine sanglante qui signe la fin de la Commune de Paris rassemble 600 000 participants, brandissant des drapeaux rouges et entonnant des chants révolutionnaires. Le lendemain, de nombreuses grèves débutent en région parisienne. Marguerite Hoppenot (1901-2011), née « de Marchena » dans une famille de la grande bourgeoisie industrielle, et mère de cinq enfants, s’inquiète des manifestations d'agressivité à l'égard de son milieu. Elle souhaite alors fonder un « service d'amour et d'unité » pour les femmes catholiques de la bourgeoisie. En réponse à l’appel du cardinal Jean Verdier, archevêque de Paris, elle fonde alors le Groupement diocésain d’action catholique féminine (GDACF) le 18 février 1938. Le dominicain Ambroise-Marie Carré (1908-2004) accompagne l'association.
En 1953, le Mouvement Sève devient œcuménique, et accueille des laïcs et pasteurs protestants. Le pasteur Marc Boegner (1881-1970), président de l'Église réformée de France et de la Fédération protestante de France, se lie d'amitié avec Marguerite Hoppenot et apporte son soutien au mouvement. Cette dimension interconfessionnelle est renforcée après le IIe concile œcuménique du Vatican. 
Marguerite Hoppenot meurt à l'âge de 110 ans le 18 mars 2011. Son appartement du 16e arrondissement de Paris devient le siège de l'association, et sa villa de vacances de Noirmoutier, « le Gaillardin », est aménagé en centre d'accueil pour des retraites spirituelles. La direction de l'association est prise par deux coprésidentes.
En 2018, l'association revendique 1 400 membres, organisés en petites équipes fraternelles qui se réunissent lors de réunions mensuelles. Elle est présente en France, Belgique, Suisse et Canada.